# A The Beach Boys dalainak listája
Ez a lista megpróbálja az összes Beach Boys által megjelenített dalt felsorolni.
A szóló vokálnál az eredeti tagoknak (Brian Wilson, Mike Love, Al Jardine, Carl Wilson, Dennis Wilson) csak az első nevüket írja, a vendégművészeknek a teljes nevét.

## Stúdió felvételek
A következő dalok kizárólag Brian Wilson & Mike Love szerzemények.
| Cím                           | Felvételek                                                                                 | Album                                                          | Idő   | Producer                   | Szóló vokál               |
| ----------------------------- | ------------------------------------------------------------------------------------------ | -------------------------------------------------------------- | ----- | -------------------------- | ------------------------- |
| All I Wanna Do                | 1969. március 19.                                                                          | Sunflower (1970)                                               | 2:34  | The Beach Boys             | Mike/Brian                |
| All Summer Long               | 1964. május 7.                                                                             | All Summer Long (1964)                                         | 2:06  | Brian Wilson               | Mike                      |
| Amusement Parks U.S.A.        | 1965. május 5.                                                                             | Summer Days (And Summer Nights!!) (1965)                       | 2:29  | Brian Wilson               | Mike/Brian                |
| And Your Dream Comes True     | 1965. május 24.                                                                            | Summer Days (And Summer Nights!!) (1965)                       | 1:04  | Brian Wilson               | Mike/Brian/Dennis/Al/Carl |
| Anna Lee, the Healer          | 1968. április 2.                                                                           | Friends (1968)                                                 | 1:51  | The Beach Boys             | Mike                      |
| Aren’t You Glad               | 1967. november                                                                             | Wild Honey (1967)                                              | 2:16  | The Beach Boys             | Mike/Brian/Carl           |
| Be True to Your School        | 1963. szeptember 2.                                                                        | Little Deuce Coupe (1963)                                      | 2:06  | Brian Wilson               | Mike                      |
| California Girls              | 1965. április 6.                                                                           | Summer Days (And Summer Nights!!) (1965) Still Cruisin’ (1989) | 2:38  | Brian Wilson               | Mike                      |
| Cassius Love vs. Sonny Wilson | 1964. február 20.                                                                          | Shut Down Volume 2 (1964)                                      | 3:30  | Brian Wilson               | Brian/Mike                |
| Catch a Wave                  | 1963. július 16.                                                                           | Surfer Girl (1963)                                             | 2:07  | Brian Wilson               | Mike/Brian                |
| Cool, Cool Water              | 1967. október 29. & 1970. július                                                           | Sunflower (1970)                                               | 5:03  | The Beach Boys             | Brian/Mike                |
| Custom Machine                | 1963. szeptember 2.                                                                        | Little Deuce Coupe (1963)                                      | 1:38  | Brian Wilson               | Mike                      |
| Darlin’                       | 1967. október 27.                                                                          | Wild Honey (1967)                                              | 2:12  | The Beach Boys             | Carl                      |
| Do It Again                   | 1968. május 26. & június 6.                                                                | 20/20 (1969)                                                   | 2:25  | The Beach Boys             | Mike/Carl                 |
| Do You Remember?              | 1964. május 6. & 18.                                                                       | All Summer Long (1964)                                         | 1:37  | Brian Wilson               | Mike/Brian                |
| Don’t Back Down               | 1964. április 29.                                                                          | All Summer Long (1964)                                         | 1:44  | Brian Wilson               | Mike/Brian                |
| Don’t Hurt My Little Sister   | 1964. június 22.                                                                           | The Beach Boys Today! (1965)                                   | 2:07  | Brian Wilson               | Mike/Brian                |
| Drive-In                      | 1963. október 18. 1964. április 29.                                                        | All Summer Long (1964)                                         | 1:51  | Brian Wilson               | Mike                      |
| Farmer’s Daughter             | 1963. január 5. & 31.                                                                      | Surfin’ U.S.A. (1963)                                          | 1:49  | Nick Venet                 | Brian                     |
| Finders Keepers               | 1963. február 12.                                                                          | Surfin’ U.S.A. (1963)                                          | 1:38  | Nick Venet                 | Mike/Brian                |
| Fun, Fun, Fun                 | 1964. január 1. & 8.                                                                       | Shut Down Volume 2 (1964)                                      | 2:03  | Brian Wilson               | Mike                      |
| Gettin’ Hungry                | 1967. július 14.                                                                           | Smiley Smile (1967)                                            | 2:27  | The Beach Boys             | Mike/Brian                |
| The Girl from New York City   | 1965. május 24.                                                                            | Summer Days (And Summer Nights!!) (1965)                       | 1:54  | Brian Wilson               | Mike                      |
| Goin’ On                      | 1979. november 20., 21., 26., & december 10. január 3., 4., 22., 1980. február 4., 14.     | Keepin’ the Summer Alive (1980)                                | 3:00  | Bruce Johnston             | Mike/Carl                 |
| Good to My Baby               | 1965. január 13.                                                                           | The Beach Boys Today! (1965)                                   | 2:16  | Brian Wilson               | Brian/Mike                |
| Good Vibrations               | 1966. február 17., május 4. és 24., június 2. és 12., szeptember 1., 12., & 2.             | Smiley Smile (1967)                                            | 3:36  | The Beach Boys             | Carl/Mike/Brian           |
| Hawaii                        | 1963. július 16.                                                                           | Surfer Girl (1963)                                             | 1:59  | Brian Wilson               | Mike/Brian                |
| Help Me, Rhonda               | 1965. február 24. 1965. március 4. & 21.                                                   | Summer Days (And Summer Nights!!) (1965)                       | 2:46  | Brian Wilson               | Al                        |
| Help Me, Rhonda               | 1965. január 8.                                                                            | The Beach Boys Today! (1965)                                   | 3:08  | Brian Wilson               | Al                        |
| Here Comes the Night          | 1967. október 26.                                                                          | Wild Honey (1967)                                              | 2:41  | The Beach Boys             | Brian                     |
| Here Comes the Night          | 1978. október 12. & 16. november 10. december 7., 18–20., 22–23., & 27–29. 1979. január 4. | L.A. (Light Album) (1979)                                      | 10:51 | Bruce Johnston Curt Becher | Carl/Al                   |
| I Get Around                  | 1964. április 2. & 10.                                                                     | All Summer Long (1964) Still Cruisin’ (1989)                   | 2:12  | Brian Wilson               | Brian/Mike                |
| I’d Love Just Once to See You | 1967. november 13.                                                                         | Wild Honey (1967)                                              | 1:48  | The Beach Boys             | Brian                     |
| I’m Waiting for the Day       | 1966. március 6.                                                                           | Pet Sounds (1966)                                              | 3:03  | Brian Wilson               | Brian                     |
| In the Back of My Mind        | 1965. január 13.                                                                           | The Beach Boys Today! (1965)                                   | 2:07  | Brian Wilson               | Dennis                    |
| It’s OK                       | 1976.                                                                                      | 15 Big Ones (1976)                                             | 2:12  | Brian Wilson               | Mike                      |
| Kiss Me, Baby                 | 1964. december 16.                                                                         | The Beach Boys Today! (1965)                                   | 2:35  | Brian Wilson               | Mike/Brian                |
| Let Him Run Wild              | 1965. március 30.                                                                          | Summer Days (And Summer Nights!!) (1965)                       | 2:20  | Brian Wilson               | Brian                     |
| Let the Wind Blow             | 1967. november                                                                             | Wild Honey (1967)                                              | 2:19  | The Beach Boys             | Mike/Brian/Carl           |
| Let Us Go On This Way         | 1976. október 27.                                                                          | Love You (1977)                                                | 1:58  | Brian Wilson               | Carl/Mike                 |
| Little Honda                  | 1964. április 10.                                                                          | All Summer Long (1964)                                         | 1:52  | Brian Wilson               | Mike                      |
| Little Saint Nick             | 1963. október 18. & 20.                                                                    | The Beach Boys’ Christmas Album (1964)                         | 2:00  | Brian Wilson               | Mike                      |
| Mama Says                     | 1967. november                                                                             | Wild Honey (1967)                                              | 1:05  | The Beach Boys             | group                     |
| The Man with All the Toys     | 1964. június 25.                                                                           | The Beach Boys’ Christmas Album (1964)                         | 1:32  | Brian Wilson               | Brian/Mike                |
| Match Point of Our Love       | 1977. november 8., 18. & december 2.                                                       | M.I.U. Album (1978)                                            | 3:29  | Ron Altbach                | Brian                     |
| Noble Surfer                  | 1963. február 11.                                                                          | Surfin’ U.S.A. (1963)                                          | 1:51  | Nick Venet                 | Mike                      |
| Oh Darlin’                    | ismeretlen (1979?)                                                                         | Keepin’ the Summer Alive (1980)                                | 3:52  | Bruce Johnston             | Carl/Mike                 |
| Our Car Club                  | 1963. július 16.                                                                           | Surfer Girl (1963) Little Deuce Coupe (1963)                   | 2:22  | Brian Wilson               | Brian/Mike                |
| Please Let Me Wonder          | 1965. január 7.                                                                            | The Beach Boys Today! (1965)                                   | 2:45  | Brian Wilson               | Brian/Mike                |
| Salt Lake City                | 1965. március 30.                                                                          | Summer Days (And Summer Nights!!) (1965)                       | 2:00  | Brian Wilson               | Mike/Brian                |
| Santa’s Beard                 | 1964. június 25.                                                                           | The Beach Boys’ Christmas Album (1964)                         | 2:00  | Brian Wilson               | Mike                      |
| She Knows Me Too Well         | 1964. június 8.                                                                            | The Beach Boys Today! (1965)                                   | 2:27  | Brian Wilson               | Brian                     |
| The Shift                     | 1962. augusztus 8.                                                                         | Surfin’ Safari (1962)                                          | 1:52  | Nick Venet                 | Mike                      |
| Some of Your Love             | 1979. november 29. 1979. december – 1980. január 1980. február 1.                          | Keepin’ the Summer Alive (1980)                                | 2:36  | Bruce Johnston             | Mike/Carl                 |
| Sunshine                      | 1979. július 23. & november 1. 1979. december – 1980. február                              | Keepin’ the Summer Alive (1980)                                | 2:52  | Bruce Johnston             | Mike/Brian/Carl           |
| Surfers Rule                  | 1963. július 16.                                                                           | Surfer Girl (1963)                                             | 1:54  | Brian Wilson               | Dennis/Brian              |
| Surfin’                       | 1961. október 3.                                                                           | Surfin’ Safari (1962)                                          | 2:10  | Nick Venet                 | Mike                      |
| Surfin’                       | 1991 ősze – 1992 tavasza                                                                   | Summer in Paradise (1992)                                      | 3:45  | Terry Melcher              | Mike                      |
| Surfin’ Safari                | 1962. április 19.                                                                          | Surfin’ Safari (1962)                                          | 2:05  | Nick Venet                 | Mike                      |
| Sweet Sunday Kinda Love       | 1977. november 18. & december 2.                                                           | M.I.U. Album (1978)                                            | 2:42  | Al Jardine Ron Altbach     | Carl                      |
| That Same Song                | 1976. április 28.                                                                          | 15 Big Ones (1976)                                             | 2:16  | Brian Wilson               | Brian                     |
| A Thing or Two                | 1967. október 27.                                                                          | Wild Honey (1967)                                              | 2:40  | The Beach Boys             | Mike/Carl/Brian           |
| This Car of Mine              | 1964. február 7.                                                                           | Shut Down Volume 2 (1964)                                      | 1:35  | Brian Wilson               | Dennis                    |
| The Warmth of the Sun         | 1964. január 1. & 8.                                                                       | Shut Down Volume 2 (1964)                                      | 2:51  | Brian Wilson               | Brian                     |
| Wendy                         | 1964. április 29.                                                                          | All Summer Long (1964)                                         | 2:16  | Brian Wilson               | Mike/Brian                |
| When Girls Get Together       | 1969. november 4.                                                                          | Keepin’ the Summer Alive (1980)                                | 3:31  | Bruce Johnston             | Al/Mike/Carl              |
| When I Grow Up (To Be a Man)  | 1964. augusztus 5.                                                                         | The Beach Boys Today! (1965)                                   | 2:01  | Brian Wilson               | Mike/Brian                |
| Wild Honey                    | 1967. szeptember 26–27.                                                                    | Wild Honey (1967)                                              | 2:37  | The Beach Boys             | Carl                      |
| Wontcha Come Out Tonight      | 1977. november 7., 17. & december 3.                                                       | M.I.U. Album (1978)                                            | 2:30  | Al Jardine Ron Altbach     | Brian/Mike                |
| You’re So Good to Me          | 1965. május                                                                                | Summer Days (And Summer Nights!!) (1965)                       | 2:14  | Brian Wilson               | Brian                     |

A következő dalok a The Beach Boys egyéb dalait tartalmazza. A szerzők külön vannak feltüntetve.
| Cím                                                        | Szerző(k)                                                                   | Felvételek                                                                                                  | Album                                                                   | Idő        | Producer                                            | Szóló vokál                      |
| ---------------------------------------------------------- | --------------------------------------------------------------------------- | --- | ----------------------------------------------------------------------- | ---------- | --------------------------------------------------- | -------------------------------- |
| 409                                                        | Brian Wilson Mike Love Gary Usher                                           | 1962. április 9.                                                                                            | Surfin’ Safari (1962) Little Deuce Coupe (1963)                         | 1:59       | Nick Venet                                          | Mike                             |
| 4th of July                                                | Dennis Wilson                                                               | 1971. április 3., június 20. & július                                                                       | Good Vibrations Box Set (1993)                                          | 2:44       | Dennis Wilson                                       | Carl                             |
| Add Some Music to Your Day                                 | Brian Wilson Joe Knott Mike Love                                            | 1969. október 28. & december 1970. január                                                                   | Sunflower (1970)                                                        | 3:34       | The Beach Boys                                      | Mike/Bruce/ Carl/Brian/Al        |
| Airplane                                                   | Brian Wilson                                                                | 1976. ősze 1977. január 12.                                                                                 | Love You (1977)                                                         | 2:41       | Brian Wilson                                        | Mike/Brian/Carl                  |
| All Alone                                                  | Carli Muñoz                                                                 | 1979. június 13.                                                                                            | Endless Harmony Soundtrack (1998)                                       | 3:36       | Carli Muñoz                                         | Dennis                           |
| All Dressed Up for School                                  | Brian Wilson                                                                | 1964. szeptember 16.                                                                                        | Little Deuce Coupe/All Summer Long (újrakiadás)                         | 2:23       | Brian Wilson                                        | Carl/Brian                       |
| All I Want to Do                                           | Dennis Wilson Stephen Kalinich                                              | 1968. november 21.                                                                                          | 20/20 (1969)                                                            | 2:02       | The Beach Boys                                      | Mike                             |
| All This Is That                                           | Al Jardine Carl Wilson Mike Love                                            | 1972. április                                                                                               | Carl and the Passions – "So Tough" (1972)                               | 4:00       | Al Jardine Carl Wilson                              | Carl/Al/Mike                     |
| Alley Oop                                                  | Dallas Frazier                                                              | 1965. szeptember 16.                                                                                        | Beach Boys’ Party! (1965)                                               | 2:56       | Brian Wilson                                        | Mike                             |
| Angel Come Home                                            | Carl Wilson Geoffrey Cushing-Murray                                         | 1978. január 13., 14. & november 15.                                                                        | L.A. (Light Album) (1979)                                               | 3:39       | Bruce Johnston The Beach Boys James William Guercio | Dennis                           |
| At My Window                                               | Brian Wilson Al Jardine                                                     | 1969. november 11.                                                                                          | Sunflower (1970)                                                        | 2:30       | The Beach Boys                                      | Bruce                            |
| Auld Lang Syne                                             | Tradicionális                                                               | 1964. június 25.                                                                                            | The Beach Boys’ Christmas Album (1964)                                  | 1:19       | Brian Wilson                                        | group                            |
| Baby Blue                                                  | Dennis Wilson Gregg Jakobson Karen Lamm                                     | ismeretlen (1977?)                                                                                          | L.A. (Light Album) (1979)                                               | 3:25       | Bruce Johnston The Beach Boys James William Guercio | Carl/Dennis                      |
| Back Home                                                  | Brian Wilson Bob Norberg                                                    | 1975. szeptember 1976. május                                                                                | 15 Big Ones (1976)                                                      | 2:49       | Brian Wilson                                        | Brian                            |
| The Baker Man                                              | Brian Wilson                                                                | 1963. március 7.                                                                                            | Surfin’ Safari/Surfin’ U.S.A. (újrakiadás)                              | 2:34       | Murry Wilson                                        | Brian                            |
| Ballad of Ole’ Betsy                                       | Brian Wilson Roger Christian                                                | 1963. szeptember 2.                                                                                         | Little Deuce Coupe (1963)                                               | 2:15       | Brian Wilson                                        | Brian                            |
| Barbara                                                    | Dennis Wilson                                                               | 1971. április                                                                                               | Endless Harmony Soundtrack (1998)                                       | 2:58       | Dennis Wilson                                       | Dennis                           |
| Barbara Ann                                                | Fred Fassert                                                                | 1965. szeptember 23.                                                                                        | Beach Boys’ Party! (1965)                                               | 3:23       | Brian Wilson                                        | Brian/Dean Torrence              |
| Barbie                                                     | Bruce Morgan                                                                | 1962. március 8.                                                                                            | Lost & Found (1961–62) (1991)                                           | 2:23       | Hite Morgan                                         | Brian                            |
| Be Here in the Mornin’                                     | Brian Wilson Carl Wilson Dennis Wilson Mike Love Al Jardine                 | 1968. március 29. & 31.                                                                                     | Friends (1968)                                                          | 2:16       | The Beach Boys                                      | Al/Brian/Carl                    |
| Be Still                                                   | Dennis Wilson Stephen Kalinich                                              | 1968. április 13.                                                                                           | Friends (1968)                                                          | 1:22       | The Beach Boys                                      | Dennis                           |
| Be with Me                                                 | Dennis Wilson                                                               | 1968. november 2. & 11.                                                                                     | 20/20 (1969)                                                            | 3:08       | The Beach Boys                                      | Dennis                           |
| Beach Boys Stomp                                           | Carl Wilson                                                                 | 1962. február 8.                                                                                            | Lost & Found (1961–62) (1991)                                           | 2:15       | Hite Morgan                                         | Instrumentális                   |
| Bells of Christmas                                         | Al Jardine Ron Altbach Mike Love                                            | 1977. november 18.                                                                                          | Ultimate Christmas (1998)                                               | 2:44       | Al Jardine                                          | Al                               |
| Belles of Paris                                            | Brian Wilson Mike Love Ron Altbach                                          | 1977. november 18. 1978. február 22.                                                                        | M.I.U. Album (1978)                                                     | 2:27       | Al Jardine Ron Altbach                              | Mike                             |
| Better Get Back in Bed                                     | Brian Wilson                                                                | 1972 | Mount Vernon and Fairway (A Fairy Tale) (1973)                          | 1:39       | The Beach Boys                                      | Jack Rieley (narration)/Carl     |
| Blue Christmas                                             | Billy Hayes Jay W. Johnson                                                  | 1964. június 18.                                                                                            | The Beach Boys’ Christmas Album (1964)                                  | 3:09       | Brian Wilson                                        | Brian                            |
| Blueberry Hill                                             | Vincent Rose Al Lewis Larry Stock                                           | 1976. január 31. & március 25.                                                                              | 15 Big Ones (1976)                                                      | 3:01       | Brian Wilson                                        | Mike                             |
| Bluebirds over the Mountain                                | Ersel Hickey                                                                | 1967. szeptember 29. 1968. október 16.                                                                      | 20/20 (1969)                                                            | 2:51       | The Beach Boys                                      | Mike/Carl/Bruce                  |
| Boogie Woodie                                              | Rimszkij-Korszakov Brian Wilson                                             | 1963. július 16.                                                                                            | Surfer Girl (1963)                                                      | 1:56       | Brian Wilson                                        | instrumental                     |
| Break Away                                                 | Brian Wilson Reggie Dunbar                                                  | 1969. március 31., április 2., 10. & 23.                                                                    | Friends/20/20 (Újrakiadás)                                              | 2:56       | The Beach Boys                                      | Carl/Al/Brian/Mike               |
| Brian’s Back                                               | Mike Love                                                                   | Ismeretlen (1976?)                                                                                          | Endless Harmony Soundtrack (1998)                                       | 4:07       | Paul Fauerso                                        | Mike/Carl                        |
| Bull Session with the "Big Daddy"                          | Brian Wilson Carl Wilson Dennis Wilson Mike Love Al Jardine                 | 1965. január 13.                                                                                            | The Beach Boys Today! (1965)                                            | 2:10       | Brian Wilson                                        | group                            |
| Busy Doin’ Nothin’                                         | Brian Wilson                                                                | 1968. március 26. & április 11.                                                                             | Friends (1968)                                                          | 3:04       | The Beach Boys                                      | Brian                            |
| Cabinessence                                               | Brian Wilson Van Dyke Parks                                                 | 1966. október 11. & december 11. 1968. november 20.                                                         | 20/20 (1969)                                                            | 3:34       | The Beach Boys                                      | Carl/Mike                        |
| California Calling                                         | Al Jardine Brian Wilson                                                     | 1984. június – 1985. március                                                                                | The Beach Boys (1985)                                                   | 2:50       | Steve Levine                                        | Mike/Al                          |
| California Dreamin’                                        | John Phillips Michelle Phillips                                             | 1982. október & 1982. november 12.                                                                          | Best of the Brother Years (2000)                                        | 3:12       | Terry Melcher                                       | Al/Carl                          |
| California Feelin’                                         | Brian Wilson Stephen Kalinich                                               | 2002? | Classics selected by Brian Wilson (2002)                                | 2:49       | Brian Wilson                                        | Brian                            |
| California Saga: Big Sur                                   | Mike Love                                                                   | 1972. július 27.                                                                                            | Holland (1973)                                                          | 2:56       | The Beach Boys                                      | Mike                             |
| California Saga: California                                | Al Jardine                                                                  | 1972. augusztus 15.                                                                                         | Holland (1973)                                                          | 3:21       | The Beach Boys                                      | Mike                             |
| California Saga: The Beaks of Eagles                       | Robinson Jeffers Al Jardine Lynda Jardine                                   | 1972. augusztus 15.                                                                                         | Holland (1973)                                                          | 3:49       | The Beach Boys                                      | Mike/Al                          |
| Can’t Wait Too Long                                        | Brian Wilson                                                                | 1967. október 28. & november 1. 1968. július 25–26.                                                         | Good Vibrations Box Set (1993)                                          | 3:51       | Brian Wilson                                        | group/Brian                      |
| Car Crazy Cutie                                            | Brian Wilson Roger Christian                                                | 1963. szeptember 2.                                                                                         | Little Deuce Coupe (1963)                                               | 2:47       | Brian Wilson                                        | Brian                            |
| Carl’s Big Chance                                          | Brian Wilson Carl Wilson                                                    | 1964. április 29.                                                                                           | All Summer Long (1964)                                                  | 2:25       | Brian Wilson                                        | instrumental                     |
| Caroline, No                                               | Brian Wilson Tony Asher                                                     | 1966. január 31.                                                                                            | Pet Sounds (1966)                                                       | 2:52       | Brian Wilson                                        | Brian                            |
| A Casual Look                                              | Ed Wells                                                                    | 1976. március 17. & 25.                                                                                     | 15 Big Ones (1976)                                                      | 2:45       | Brian Wilson                                        | Mike/Al                          |
| Celebrate the News                                         | Dennis Wilson Gregg Jakobson                                                | 1969. február 25.                                                                                           | Friends/20/20 (újrakiadás)                                              | 3:07       | The Beach Boys                                      | Dennis                           |
| Chapel of Love                                             | Jeff Barry Ellie Greenwich Phil Spector                                     | 1976. március 17. & 25.                                                                                     | 15 Big Ones (1976)                                                      | 2:34       | Brian Wilson                                        | Brian                            |
| Chasin’ the Sky                                            | Randy Bishop                                                                | 1984. január                                                                                                | Up the Creek filmzene                                                   | 2:40       | Spenser Proffer                                     | Carl                             |
| Cherry, Cherry Coupe                                       | Brian Wilson Roger Christian                                                | 1963. szeptember 2.                                                                                         | Little Deuce Coupe (1963)                                               | 1:47       | Brian Wilson                                        | Mike                             |
| Child of Winter                                            | Brian Wilson Stephen Kalinich                                               | 1974. november 18.                                                                                          | Ultimate Christmas (1998)                                               | 2:48       | Brian Wilson                                        | Brian/Mike                       |
| Christmas Day                                              | Brian Wilson                                                                | 1964. június 25. & 27.                                                                                      | The Beach Boys’ Christmas Album (1964)                                  | 1:47       | Brian Wilson                                        | Al                               |
| Christmas Time Is Here Again                               | Buddy Holly Jerry Allison Norman Petty Al Jardine                           | 1977. november                                                                                              | Ultimate Christmas (1998)                                               | 3:01       | Al Jardine                                          | Al                               |
| Chug-A-Lug                                                 | Brian Wilson Gary Usher Mike Love                                           | 1962. augusztus 8.                                                                                          | Surfin’ Safari (1962)                                                   | 1:59       | Nick Venet                                          | Mike                             |
| Cindy, Oh Cindy                                            | B. Barons B. Long                                                           | 1962. szeptember 13.                                                                                        | Surfin’ Safari/Surfin’ U.S.A. (újrakiadás)                              | 2:08       | Nick Venet                                          | Brian                            |
| Come Go with Me                                            | C.E. Quick                                                                  | Ismeretlen (1977?)                                                                                          | M.I.U. Album (1978)                                                     | 2:06       | Al Jardine Ron Altbach                              | Al                               |
| Cotton Fields (The Cotton Song)                            | Huddie Ledbetter                                                            | 1968. november 18. & 1969. augusztus 15.                                                                    | 20/20 (1969)                                                            | 2:21       | The Beach Boys                                      | Al                               |
| Country Air                                                | Brian Wilson Mike Love                                                      | 1967. november 14.                                                                                          | Wild Honey (1967)                                                       | 2:20       | The Beach Boys                                      | group                            |
| County Fair                                                | Brian Wilson Gary Usher                                                     | 1962. szeptember 6.                                                                                         | Surfin’ Safari (1962)                                                   | 2:15       | Nick Venet                                          | Mike                             |
| Crack at Your Love                                         | Brian Wilson Al Jardine                                                     | 1984. június – 1985. március                                                                                | The Beach Boys (1985)                                                   | 3:40       | Steve Levine                                        | Al/Brian                         |
| Crocodile Rock                                             | Elton John Bernie Taupin                                                    | 1991? | Two Rooms: Celebrating the Songs of Elton John and Bernie Taupin (1991) | 3:56       | Gus Dudgeon                                         | Al/Carl                          |
| Cuckoo Clock                                               | Brian Wilson Gary Usher                                                     | 1962. szeptember 6.                                                                                         | Surfin’ Safari (1962)                                                   | 2:08       | Nick Venet                                          | Brian                            |
| Cuddle Up                                                  | Dennis Wilson Daryl Dragon                                                  | 1972. április 9.                                                                                            | Carl and the Passions – "So Tough" (1972)                               | 5:30       | Dennis Wilson Daryl Dragon                          | Dennis                           |
| Dance, Dance, Dance                                        | Brian Wilson Carl Wilson Mike Love                                          | 1964. október 9.                                                                                            | The Beach Boys Today! (1965)                                            | 1:59       | Brian Wilson                                        | Mike/Brian                       |
| A Day in the Life of a Tree                                | Brian Wilson Jack Rieley                                                    | 1971. április, június & július 26.                                                                          | Surf’s Up (1971)                                                        | 3:07       | The Beach Boys                                      | Jack Rieley/Van Dyke Parks/Al    |
| Deirdre                                                    | Bruce Johnston Brian Wilson                                                 | 1969. február 24.                                                                                           | Sunflower (1970)                                                        | 3:27       | The Beach Boys                                      | Bruce                            |
| Denny’s Drums                                              | Dennis Wilson                                                               | 1964. január 7.                                                                                             | Shut Down Volume 2 (1964)                                               | 1:56       | Brian Wilson                                        | instrumental                     |
| Devoted to You                                             | Boudleaux Bryant                                                            | 1965. szeptember 16.                                                                                        | Beach Boys’ Party! (1965)                                               | 2:13       | Brian Wilson                                        | Mike/Brian                       |
| Diamond Head                                               | Al Vescovo Lyle Ritz Jim Ackley Brian Wilson                                | 1968. április 12.                                                                                           | Friends (1968)                                                          | 3:37       | The Beach Boys                                      | instrumental                     |
| Ding Dang                                                  | Brian Wilson Roger McGuinn                                                  | 1973 ősze                                                                                                   | Love You (1977)                                                         | 0:56       | Brian Wilson                                        | Mike/Carl                        |
| Disney Girls                                               | Bruce Johnston                                                              | 1971. június 3.                                                                                             | Surf’s Up (1971)                                                        | 4:07       | The Beach Boys                                      | Bruce                            |
| Do You Like Worms                                          | Brian Wilson Van Dyke Parks                                                 | 1966. október 18. & december 21.                                                                            | Good Vibrations Box Set (1993)                                          | 4:00       | Brian Wilson                                        | Brian                            |
| Do You Wanna Dance?                                        | Bobby Freeman                                                               | 1965. január 11.                                                                                            | The Beach Boys Today! (1965)                                            | 2:19       | Brian Wilson                                        | Dennis                           |
| Don’t Go Near the Water                                    | Mike Love Al Jardine                                                        | 1971. április 3. & július 30.                                                                               | Surf’s Up (1971)                                                        | 2:39       | The Beach Boys                                      | Mike/Al                          |
| Don’t Talk (Put Your Head on My Shoulder)                  | Brian Wilson Tony Asher                                                     | 1966. április 3.                                                                                            | Pet Sounds (1966)                                                       | 2:51       | Brian Wilson                                        | Brian                            |
| Don’t Worry Baby                                           | Brian Wilson Roger Christian                                                | 1964. január 7.                                                                                             | Shut Down Volume 2 (1964)                                               | 2:47       | Brian Wilson                                        | Brian                            |
| East Meets West                                            | Bob Gaudio/Bob Crewe                                                        | 1983. december 24.                                                                                          | single (1984)                                                           | 4:03       | Bob Gaudio                                          | Mike/Al/Carl/Frankie Valli/Brian |
| Endless Harmony                                            | Bruce Johnston                                                              | 1979. november 1., 2., 6., 11., 13., 15. & 30. december 14. & 20.                                           | Keepin’ the Summer Alive (1980)                                         | 3:10       | Bruce Johnston                                      | Bruce/Carl                       |
| Everyone’s in Love with You                                | Mike Love                                                                   | 1975. szeptember 1976. április                                                                              | 15 Big Ones (1976)                                                      | 2:42       | Brian Wilson                                        | Mike                             |
| Fall Breaks and Back to Winter (Woody Woodpecker Symphony) | Brian Wilson                                                                | 1967. június 29.                                                                                            | Smiley Smile (1967)                                                     | 2:15       | The Beach Boys                                      | instrumental                     |
| Feel Flows                                                 | Carl Wilson Jack Rieley                                                     | 1971. július 29.                                                                                            | Surf’s Up (1971)                                                        | 4:44       | The Beach Boys                                      | Carl                             |
| Forever                                                    | Dennis Wilson Gregg Jakobson                                                | 1969. január 9. & március 17.                                                                               | Sunflower (1970)                                                        | 2:40       | The Beach Boys                                      | Dennis                           |
| Forever                                                    | Dennis Wilson Gregg Jakobson                                                | ca. 1991 ősze – 1992 tavasza                                                                                | Summer in Paradise (1992)                                               | 3:05       | Terry Melcher                                       | John Stamos                      |
| Friends                                                    | Brian Wilson Carl Wilson Dennis Wilson Al Jardine                           | 1968. március 13.                                                                                           | Friends (1968)                                                          | 2:30       | The Beach Boys                                      | Carl                             |
| Frosty the Snowman                                         | Steve Nelson Jack Rollins                                                   | 1964. június 24.                                                                                            | The Beach Boys’ Christmas Album (1964)                                  | 1:54       | Brian Wilson                                        | Brian                            |
| Full Sail                                                  | Carl Wilson Geoffrey Cushing-Murray                                         | 1978. szeptember 18., november 13. & 27.                                                                    | L.A. (Light Album) (1979)                                               | 2:56       | The Beach Boys James William Guercio                | Carl                             |
| Funky Pretty                                               | Brian Wilson Mike Love Jack Rieley                                          | 1972. január 21., június 3–22., június 28. – augusztus 2.                                                   | Holland (1973)                                                          | 4:09       | The Beach Boys                                      | Carl/Al/Blondie Ricky/Mike       |
| Games Two Can Play                                         | Brian Wilson                                                                | 1969. október 20.                                                                                           | Good Vibrations Box Set (1993)                                          | 2:01       | Brian Wilson                                        | Brian                            |
| Getcha Back                                                | Mike Love Terry Melcher                                                     | 1985. június – 1984. március                                                                                | The Beach Boys (1985)                                                   | 3:02       | Steve Levine                                        | Mike                             |
| Girl Don’t Tell Me                                         | Brian Wilson                                                                | 1965. április 30.                                                                                           | Summer Days (And Summer Nights!!) (1965)                                | 2:19       | Brian Wilson                                        | Carl                             |
| Girls on the Beach                                         | Brian Wilson                                                                | 1964. április 10. & május 19.                                                                               | All Summer Long (1964)                                                  | 2:24       | Brian Wilson                                        | Brian/Dennis                     |
| God Only Knows                                             | Brian Wilson Tony Asher                                                     | 1966. március 9.                                                                                            | Pet Sounds (1966)                                                       | 2:49       | Brian Wilson                                        | Carl                             |
| Goin’ South                                                | Carl Wilson Geoffrey Cushing-Murray                                         | 1978. szeptember 18., október 2. & december 18.                                                             | L.A. (Light Album) (1979)                                               | 3:16       | The Beach Boys James William Guercio                | Carl                             |
| Good Time                                                  | Brian Wilson Al Jardine                                                     | 1970. január 7.                                                                                             | Love You (1977)                                                         | 2:50       | Brian Wilson                                        | Brian                            |
| Good Timin’                                                | Brian Wilson Carl Wilson                                                    | 1974. november 4.                                                                                           | L.A. (Light Album) (1979)                                               | 2:12       | The Beach Boys James William Guercio                | Carl                             |
| Got to Know the Woman                                      | Dennis Wilson                                                               | 1969. február 13. & 14.                                                                                     | Sunflower (1970)                                                        | 2:41       | The Beach Boys                                      | Dennis                           |
| Graduation Day                                             | Joe Sherman Noel Sherman                                                    | 1965. május 5.                                                                                              | Summer Days (And Summer Nights!!) (1965)                                | 2:21       | Brian Wilson                                        | group                            |
| Had to Phone Ya                                            | Brian Wilson Mike Love Diane Rovell                                         | 1976. március 30.                                                                                           | 15 Big Ones (1976)                                                      | 1:43       | Brian Wilson                                        | Mike/Al/Dennis/Carl/Brian        |
| Hang On to Your Ego                                        | Brian Wilson Terry Sachen                                                   | 1966. január 24.                                                                                            | Pet Sounds (Újrakiadás)                                                 | 3:01       | Brian Wilson                                        | Brian                            |
| Happy Endings                                              | Bruce Johnston Terry Melcher                                                | 1987? | Dal a The Telephone-ból (1987)                                          | 4:02       | Terry Melcher                                       | Little Richard/Carl/Mike/Al      |
| He Come Down                                               | Brian Wilson Al Jardine Mike Love                                           | 1971. december 1972. április 18.                                                                            | Carl and the Passions – "So Tough" (1972)                               | 4:41       | The Beach Boys                                      | Mike/Blondie/Al/Carl             |
| Heads You Win – Tails I Lose                               | Brian Wilson Gary Usher                                                     | 1962. szeptember 6.                                                                                         | Surfin’ Safari (1962)                                                   | 2:17       | Nick Venet                                          | Mike                             |
| H. E. L. P. Is on the Way                                  | Brian Wilson                                                                | 1970. augusztus 17.                                                                                         | Good Vibrations Box Set (1993)                                          | 2:30       | Brian Wilson                                        | Mike                             |
| Here She Comes                                             | Ricky Fataar Blondie Chaplin                                                | 1971. december 4–10. 1972. április 3–13.                                                                    | Carl and the Passions – "So Tough" (1972)                               | 5:10       | The Beach Boys                                      | Ricky/Blondie                    |
| Here Today                                                 | Brian Wilson Tony Asher                                                     | 1966. március 10.                                                                                           | Pet Sounds (1966)                                                       | 2:52       | Brian Wilson                                        | Mike                             |
| Heroes and Villains                                        | Brian Wilson Van Dyke Parks                                                 | 1967. június 12–14.                                                                                         | Smiley Smile (1967)                                                     | 3:37       | The Beach Boys                                      | Brian/Al                         |
| Hey Little Tomboy                                          | Brian Wilson                                                                | 1976 ősze                                                                                                   | M.I.U. Album (1978)                                                     | 2:25       | Al Jardine Ron Altbach                              | Mike/Brian/Carl                  |
| Hold On Dear Brother                                       | Ricky Fataar Blondie Chaplin                                                | 1972. április 12.                                                                                           | Carl and the Passions – "So Tough" (1972)                               | 4:43       | The Beach Boys                                      | Blondie                          |
| Honkin’ Down the Highway                                   | Brian Wilson                                                                | 1976. október 13.                                                                                           | Love You (1977)                                                         | 2:48       | Brian Wilson                                        | Al                               |
| Honky Tonk                                                 | Bill Doggett Billy Butler Clifford Scott Shep Shepherd                      | 1963. február 11.                                                                                           | Surfin’ U.S.A. (1963)                                                   | 2:01       | Nick Venet                                          | instrumental                     |
| Hot Fun in the Summertime                                  | Sylvester Stewart                                                           | 1991 ősze – 1992 tavasza                                                                                    | Summer in Paradise (1992)                                               | 3:29       | Terry Melcher                                       | Mike/Carl                        |
| How She Boogalooed It                                      | Mike Love Bruce Johnston Al Jardine Carl Wilson                             | 1967. november 15.                                                                                          | Wild Honey (1967)                                                       | 1:56       | The Beach Boys                                      | Carl                             |
| Hully Gully                                                | Fred Smith Cliff Goldsmith                                                  | 1965. szeptember 8.                                                                                         | Beach Boys’ Party! (1965)                                               | 2:22       | Brian Wilson                                        | Mike                             |
| Hushabye                                                   | Doc Pomus Mort Shuman                                                       | 1964. április 29.                                                                                           | All Summer Long (1964)                                                  | 2:40       | Brian Wilson                                        | Brian/Mike                       |
| I Can Hear Music                                           | Jeff Barry Ellie Greenwich Phil Spector                                     | 1968. október 1.                                                                                            | 20/20 (1969)                                                            | 2:36       | The Beach Boys                                      | Carl                             |
| I Do                                                       | Brian Wilson                                                                | 1963. november 6.                                                                                           | Surfer Girl/Shut Down Volume 2 (Újrakiadás)                             | 2:09       | Brian Wilson                                        | Mike/Brian                       |
| I Do Love You                                              | Stevie Wonder                                                               | 1984. június – 1985. március                                                                                | The Beach Boys (1985)                                                   | 4:20       | Steve Levine                                        | Carl/Al                          |
| I Just Got My Pay                                          | Brian Wilson                                                                | 1970. január 5.                                                                                             | Good Vibrations Box Set (1993)                                          | 2:20       | Brian Wilson                                        | Mike/Bruce                       |
| I Just Wasn’t Made for These Times                         | Brian Wilson Tony Asher                                                     | 1966. február 14., március 10. & április 13.                                                                | Pet Sounds (1966)                                                       | 3:11       | Brian Wilson                                        | Brian                            |
| I Know There’s an Answer                                   | Brian Wilson Terry Sachen Mike Love                                         | 1966. február 9. & március                                                                                  | Pet Sounds (1966)                                                       | 3:08       | Brian Wilson                                        | Mike/Al/Brian                    |
| I Love to Say Da-Da                                        | Brian Wilson                                                                | 1967. május 16–18.                                                                                          | Good Vibrations Box Set (1993)                                          | 1:32       | Brian Wilson                                        | Mike                             |
| (I Saw Santa) Rockin’ Around the Christmas Tree            | Brian Wilson Al Jardine                                                     | 1977. november                                                                                              | Ultimate Christmas (1998)                                               | 2:22       | Brian Wilson Al Jardine                             | Al/Matt Jardine/Adam Jardine     |
| I Should Have Known Better                                 | John Lennon Paul McCartney                                                  | 1965. szeptember 14.                                                                                        | Beach Boys’ Party! (1965)                                               | 1:40       | Brian Wilson                                        | Carl/Al                          |
| I Wanna Pick You Up                                        | Brian Wilson                                                                | 1976. október 13.                                                                                           | Love You (1977)                                                         | 2:39       | Brian Wilson                                        | Dennis/Brian                     |
| I Was Made to Love Her                                     | Henry Cosby Sylvia Moy Lola Mae Hardaway Stevie Wonder                      | 1967. október 28.                                                                                           | Wild Honey (1967)                                                       | 2:05       | The Beach Boys                                      | Carl                             |
| I Went to Sleep                                            | Brian Wilson Carl Wilson                                                    | 1968. június 4. & november 18.                                                                              | 20/20 (1969)                                                            | 1:36       | The Beach Boys                                      | Brian/Carl                       |
| I’ll Be Home for Christmas                                 | Kim Gannon Walter Kent Buck Ram                                             | 1964. június 30.                                                                                            | The Beach Boys’ Christmas Album (1964)                                  | 2:44       | Brian Wilson                                        | Brian                            |
| I’ll Bet He’s Nice                                         | Brian Wilson                                                                | 1976. október-november                                                                                      | Love You (1977)                                                         | 2:36       | Brian Wilson                                        | Dennis/Brian/Carl                |
| I’m Bugged at My Ol’ Man                                   | Brian Wilson                                                                | 1965. május 24.                                                                                             | Summer Days (And Summer Nights!!) (1965)                                | 2:17       | Brian Wilson                                        | Brian                            |
| I’m So Lonely                                              | Brian Wilson Eugene Landy                                                   | 1984. június – 1985. március                                                                                | The Beach Boys (1985)                                                   | 2:52       | Steve Levine                                        | Brian/Carl                       |
| I’m So Young                                               | William H. Tyrus Jr.                                                        | 1965. január 18.                                                                                            | The Beach Boys Today! (1965)                                            | 2:30       | Brian Wilson                                        | Brian                            |
| I’m the Pied Piper                                         | Brian Wilson Carl Wilson                                                    | 1972 | Mount Vernon and Fairway (A Fairy Tale) (1973)                          | 2:09       | The Beach Boys                                      | Jack Rieley (narration)/Brian    |
| I’m the Pied Piper (Instrumentális)                        | Brian Wilson Carl Wilson                                                    | 1972 | Mount Vernon and Fairway (A Fairy Tale) (1973)                          | 2:20       | The Beach Boys                                      | Jack Rieley (narration)          |
| In My Car                                                  | Brian Wilson Eugene Landy Alexandra Morgan                                  | 1989. június 17–18.                                                                                         | Still Cruisin’ (1989)                                                   | 3:21       | Brian Wilson Eugene Landy                           | Brian/Carl/Al                    |
| In My Room                                                 | Brian Wilson Gary Usher                                                     | 1963. július 16.                                                                                            | Surfer Girl (1963)                                                      | 2:11       | Brian Wilson                                        | Brian                            |
| In the Parkin’ Lot                                         | Brian Wilson Roger Christian                                                | 1964. január 7.                                                                                             | Shut Down Volume 2 (1964)                                               | 2:01       | Brian Wilson                                        | Mike                             |
| In the Still of the Night                                  | F. Parris                                                                   | 1976. március 11.                                                                                           | 15 Big Ones (1976)                                                      | 3:03       | Brian Wilson                                        | Dennis                           |
| Island Fever                                               | Mike Love Terry Melcher                                                     | 1991 ősze – 1992 tavasza                                                                                    | Summer in Paradise (1992)                                               | 3:27       | Terry Melcher                                       | Mike/Carl                        |
| Island Girl                                                | Al Jardine                                                                  | 1987–1989(?)                                                                                                | Still Cruisin’ (1989)                                                   | 3:49       | Al Jardine                                          | Carl/Al/Mike                     |
| It’s a Beautiful Day                                       | Mike Love Al Jardine                                                        | 1979. június 15. & 17.                                                                                      | Ten Years of Harmony (1981)                                             | 3:15       | Bruce Johnston                                      | Carl/Al/Mike                     |
| It’s About Time                                            | Dennis Wilson Carl Wilson Bob Burchman Al Jardine                           | 1970. július                                                                                                | Sunflower (1970)                                                        | 2:55       | The Beach Boys                                      | Carl                             |
| It’s Gettin’ Late                                          | Carl Wilson Myrna Smith Schilling Robert White Johnson                      | 1984. június – 1985. március                                                                                | The Beach Boys (1985)                                                   | 3:27       | Steve Levine                                        | Carl                             |
| It’s Just a Matter of Time                                 | Brian Wilson Eugene Landy                                                   | 1984. június – 1985. március                                                                                | The Beach Boys (1985)                                                   | 2:23       | Steve Levine                                        | Brian/Mike                       |
| It’s Over Now                                              | Brian Wilson                                                                | 1977. április 25. & március 11.                                                                             | Good Vibrations Box Set (1993)                                          | 2:50       | Brian Wilson                                        | Carl/Brian/Marilyn               |
| Johnny Carson                                              | Brian Wilson                                                                | 1976. november 10.                                                                                          | Love You (1977)                                                         | 2:47       | Brian Wilson                                        | Mike/Carl                        |
| Judy                                                       | Brian Wilson                                                                | 1962. február 8.                                                                                            | Lost & Found (1961–62) (1991)                                           | 2:21       | Hite Morgan                                         | Mike/Brian                       |
| Just Once in My Life                                       | Gerry Goffin Carole King Phil Spector                                       | 1976. március 16.                                                                                           | 15 Big Ones (1976)                                                      | 3:47       | Brian Wilson                                        | Carl/Brian                       |
| Keep an Eye on Summer                                      | Brian Wilson Bob Norman                                                     | 1964. február 19.                                                                                           | Shut Down Volume 2 (1964)                                               | 2:21       | Brian Wilson                                        | Brian/Mike                       |
| Keepin’ the Summer Alive                                   | Carl Wilson Randy Bachman                                                   | 1979. augusztus 27–29. október 30. & 31. november 2., 6. & 13. december 3–5., 1980. január 28. & február 5. | Keepin’ the Summer Alive (1980)                                         | 3:43       | Bruce Johnston                                      | Carl                             |
| Kokomo                                                     | Mike Love Scott McKenzie Terry Melcher John Phillips                        | 1988. március 22., április 5–6.                                                                             | Still Cruisin’ (1989)                                                   | 3:35       | Terry Melcher                                       | Mike/Carl                        |
| Kona Coast                                                 | Al Jardine Mike Love                                                        | 1977. november 18.                                                                                          | M.I.U. Album (1978)                                                     | 2:33       | Al Jardine Ron Altbach                              | Mike/Al                          |
| Lady Liberty                                               | Al Jardine Ron Altbach                                                      | ismeretlen (1986?)                                                                                          | csak kislemez                                                           | ismeretlen | ismeretlen                                          | Al/Carl                          |
| Lady Lynda                                                 | Al Jardine Ron Altbach                                                      | 1978. szeptember 19., október 11., 16. & november 27.                                                       | L.A. (Light Album) (1979)                                               | 3:58       | The Beach Boys James William Guercio                | Al                               |
| Lahaina Aloha                                              | Mike Love Terry Melcher                                                     | 1991 ősze – 1992 tavasza                                                                                    | Summer in Paradise (1992)                                               | 3:44       | Terry Melcher                                       | Mike/Carl                        |
| Lana                                                       | Brian Wilson                                                                | 1963. január 5. & 31.                                                                                       | Surfin’ U.S.A (1963)                                                    | 1:39       | Nick Venet                                          | Brian                            |
| Land Ahoy                                                  | Brian Wilson                                                                | 1962. szeptember 5.                                                                                         | Rarities (1983)                                                         | 1:42       | Nick Venet                                          | Mike                             |
| Lavender                                                   | Dorinda Morgan                                                              | 1961. október 3.                                                                                            | Lost & Found (1961–62) (1991)                                           | 2:31       | Hite Morgan                                         | group                            |
| Leaving This Town                                          | Ricky Fataar Blondie Chaplin Carl Wilson Mike Love                          | 1972. július 31.                                                                                            | Holland (1973)                                                          | 5:49       | The Beach Boys                                      | Blondie                          |
| Let’s Go Away For Awhile                                   | Brian Wilson                                                                | 1966. január 18.                                                                                            | Pet Sounds (1966)                                                       | 2:18       | Brian Wilson                                        | instrumental                     |
| Let’s Go Trippin’                                          | Dick Dale                                                                   | 1963. február 11.                                                                                           | Surfin’ U.S.A. (1963)                                                   | 1:57       | Nick Venet                                          | instrumental                     |
| Let’s Put Our Hearts Together                              | Brian Wilson                                                                | 1976 ősze                                                                                                   | Love You (1977)                                                         | 2:14       | Brian Wilson                                        | Brian/Marilyn Wilson             |
| The Letter                                                 | Wayne Carson                                                                | 1967. szeptember 11.                                                                                        | Rarities (1983)                                                         | 1:47       | Brian Wilson                                        | Brian                            |
| Little Bird                                                | Dennis Wilson Stephen Kalinich                                              | 1968. február 29.                                                                                           | Friends (1968)                                                          | 1:57       | The Beach Boys                                      | Dennis                           |
| Little Deuce Coupe                                         | Brian Wilson Roger Christian                                                | 1963. június 12.                                                                                            | Surfer Girl (1963) Little Deuce Coupe (1963)                            | 1:38       | Brian Wilson                                        | Mike                             |
| The Little Girl I Once Knew                                | Brian Wilson                                                                | 1965. október 13.                                                                                           | The Beach Boys Today!/Summer Days (And Summer Nights!!) (Újrakiadás)    | 2:36       | Brian Wilson                                        | Brian/Al/Carl                    |
| Little Girl (You’re My Miss America)                       | Vincent Catalano Herb Alpert                                                | 1962. szeptember 5.                                                                                         | Surfin’ Safari (1962)                                                   | 2:04       | Nick Venet                                          | Dennis                           |
| Little Pad                                                 | Brian Wilson                                                                | 1967. június 28.                                                                                            | Smiley Smile (1967)                                                     | 2:30       | The Beach Boys                                      | Brian/Carl/Mike                  |
| Little Surfer Girl                                         | Brian Wilson                                                                | 1962–1963(?)                                                                                                | Good Vibrations Box Set (1993)                                          | 0:31       | Brian Wilson                                        | Brian                            |
| Livin’ with a Heartache                                    | Carl Wilson Randy Bachman                                                   | 1979. augusztus 27–29., november–december, 1980. január–február                                             | Keepin’ the Summer Alive (1980)                                         | 4:06       | Bruce Johnston                                      | Carl                             |
| Lonely Days (The Beach Boys-dal)                           | Unknown                                                                     | 1967. október 28.                                                                                           | Hawthorne, CA (2001)                                                    | 0:49       | The Beach Boys                                      | Carl/Bruce/Al                    |
| Lonely Sea                                                 | Brian Wilson Gary Usher                                                     | 1962. április 19.                                                                                           | Surfin’ U.S.A. (1963)                                                   | 2:21       | Nick Venet                                          | Brian                            |
| Long Promised Road                                         | Carl Wilson Jack Rieley                                                     | 1971. április 3.                                                                                            | Surf’s Up (1971)                                                        | 3:30       | The Beach Boys                                      | Carl                             |
| Lookin’ at Tomorrow (A Welfare Song)                       | Al Jardine Gary Winfrey                                                     | 1970. augusztus 14.                                                                                         | Surf’s Up (1971)                                                        | 1:55       | The Beach Boys                                      | Al                               |
| Loop De Loop (Flip Flop Flyin’ In An Aeroplane)            | Brian Wilson Carl Wilson Al Jardine                                         | 1969 március 5., 6., 8. & 11. 1998. július 3. & 4.                                                          | Endless Harmony Soundtrack (1998)                                       | 2:56       | Al Jardine                                          | Al/Mike                          |
| The Lord’s Prayer                                          | Albert Hay Malotte                                                          | 1963. október 20.                                                                                           | Rarities (1983)                                                         | 2:31       | Brian Wilson                                        | group                            |
| Louie, Louie                                               | Richard Berry                                                               | 1964. február 20.                                                                                           | Shut Down Volume 2 (1964)                                               | 2:17       | Brian Wilson                                        | Carl/Mike                        |
| Love Is a Woman                                            | Brian Wilson                                                                | 1976. október 28.                                                                                           | Love You (The Beach Boys album) (1977)                                  | 2:57       | Brian Wilson                                        | Mike/Brian/Al                    |
| Love Surrounds Me                                          | Dennis Wilson Geoffrey Cushing-Murray                                       | Ismeretlen (1977?)                                                                                          | L.A. (Light Album) (1979)                                               | 3:41       | The Beach Boys James William Guercio                | Dennis                           |
| Luau                                                       | Bruce Morgan                                                                | 1961. október 3.                                                                                            | Lost & Found (1961–62) (1991)                                           | 1:49       | Hite Morgan                                         | Mike/Dennis/Brian                |
| Magic Transistor Radio                                     | Brian Wilson                                                                | 1972 | Mount Vernon and Fairway (A Fairy Tale) (1973)                          | 1:43       | The Beach Boys                                      | Jack Rieley (narration)/Brian    |
| Make It Big                                                | Mike Love Bob House Terry Melcher                                           | 1989. március 9.                                                                                            | Still Cruisin’ (1989)                                                   | 3:08       | Terry Melcher                                       | Carl/Mike/Al/Brian               |
| Make It Good                                               | Dennis Wilson Daryl Dragon                                                  | 1972. április 9. & 18.                                                                                      | Carl and the Passions – "So Tough" (1972)                               | 2:36       | Dennis Wilson Daryl Dragon                          | Dennis                           |
| Male Ego                                                   | Brian Wilson Mike Love Eugene Landy                                         | 1984. június- 1985. március                                                                                 | The Beach Boys (1985)                                                   | 2:32       | Steve Levine                                        | Brian/Mike                       |
| Marcella                                                   | Brian Wilson Tandyn Almer Jack Rieley                                       | 1972. február 17.                                                                                           | Carl and the Passions – "So Tough" (1972)                               | 3:54       | The Beach Boys                                      | Carl/Mike                        |
| Maybe I Don’t Know                                         | Carl Wilson Myrna Smith Schilling Steve Levine Julian Lindsay               | 1984. június- 1985. március                                                                                 | The Beach Boys (1985)                                                   | 3:54       | Steve Levine                                        | Carl                             |
| Meant for You                                              | Brian Wilson Mike Love                                                      | 1968. április 1.                                                                                            | Friends (1968)                                                          | 0:38       | The Beach Boys                                      | Mike                             |
| Melekalikimaka                                             | Al Jardine Mike Love                                                        | 1977. november 18.                                                                                          | Ultimate Christmas (1998)                                               | 2:34       | Al Jardine                                          | Mike/Al                          |
| Merry Christmas, Baby                                      | Brian Wilson                                                                | 1964. június 30.                                                                                            | The Beach Boys’ Christmas Album (1964)                                  | 2:20       | Brian Wilson                                        | Mike                             |
| Misirlou                                                   | Fred Wise Sidney Keith Russell Michalis Patrinos Milton Leeds Nick Roubanis | 1963. február 11.                                                                                           | Surfin’ U.S.A. (1963)                                                   | 2:03       | Nick Venet                                          | instrumental                     |
| Mona                                                       | Brian Wilson                                                                | 1976. október 21.                                                                                           | Love You (1977)                                                         | 2:06       | Brian Wilson                                        | Dennis                           |
| Moon Dawg                                                  | Derry Weaver                                                                | 1962. szeptember 6.                                                                                         | Surfin’ Safari (1962)                                                   | 2:00       | Nick Venet                                          | instrumental                     |
| Morning Christmas                                          | Dennis Wilson                                                               | 1977. november 22.                                                                                          | Ultimate Christmas (1998)                                               | 3:23       | Dennis Wilson                                       | Dennis                           |
| Mt. Vernon And Fairway (Theme)                             | Brian Wilson                                                                | 1972 | Mount Vernon and Fairway (A Fairy Tale) (1973)                          | 1:34       | The Beach Boys                                      | Jack Rieley (narration)          |
| Mountain of Love                                           | Harold Dorman                                                               | 1965. szeptember 14.                                                                                        | Beach Boys’ Party! (1965)                                               | 2:51       | Brian Wilson                                        | Mike                             |
| My Diane                                                   | Brian Wilson                                                                | 1976 ősze 1977. december 13. 1978. február 22.                                                              | M.I.U. Album (1978)                                                     | 2:37       | Al Jardine Ron Altbach                              | Dennis                           |
| The Nearest Faraway Place                                  | Bruce Johnston                                                              | 1968. június 20.                                                                                            | 20/20 (1969)                                                            | 2:39       | The Beach Boys                                      | instrumental                     |
| Never Learn Not to Love                                    | Dennis Wilson                                                               | 1968. szeptember 11.                                                                                        | 20/20 (1969)                                                            | 2:31       | The Beach Boys                                      | Dennis                           |
| The Night Was So Young                                     | Brian Wilson                                                                | 1976 ősze                                                                                                   | Love You (1977)                                                         | 2:15       | Brian Wilson                                        | Carl                             |
| No-Go Showboat                                             | Brian Wilson Roger Christian                                                | 1963. szeptember 2.                                                                                         | Little Deuce Coupe (1963)                                               | 1:54       | Brian Wilson                                        | Brian/Mike                       |
| Old Folks at Home (Swanee River)/Ol’ Man River             | Stephen Foster/ Jerome Kern Oscar Hammerstein II                            | 1968. június 10.                                                                                            | Friends/20/20 (Újrakiadás)                                              | 2:53       | Brian Wilson                                        | Brian/Mike/Carl/Al               |
| Only with You                                              | Dennis Wilson Mike Love                                                     | 1972. augusztus 4.                                                                                          | Holland (1973)                                                          | 2:59       | The Beach Boys                                      | Carl                             |
| Our Favorite Recording Sessions                            | Brian Wilson Carl Wilson Dennis Wilson Mike Love Al Jardine                 | 1964. május 6.                                                                                              | All Summer Long (1964)                                                  | 1:59       | Brian Wilson                                        | group                            |
| Our Prayer                                                 | Brian Wilson                                                                | 1966. október 4. 1968. november 17.                                                                         | 20/20 (1969)                                                            | 1:07       | The Beach Boys                                      | group                            |
| Our Sweet Love                                             | Brian Wilson Carl Wilson Al Jardine                                         | 1969. november 6. 1970. január 26.                                                                          | Sunflower (1970)                                                        | 2:38       | The Beach Boys                                      | Carl                             |
| Our Team                                                   | Brian Wilson Carl Wilson Dennis Wilson Mike Love Al Jardine                 | 1977. november 15. & december 4.                                                                            | Good Vibrations Box Set (1993)                                          | 2:33       | Al Jardine Ron Altbach                              | Al/Brian                         |
| Palisades Park                                             | C. Barris                                                                   | 1976. január 30. & március 25.                                                                              | 15 Big Ones (1976)                                                      | 2:27       | Brian Wilson                                        | Carl                             |
| Papa-Oom-Mow-Mow                                           | Carl White Al Frazier Sonny Harris Turner Wilson Jr.                        | 1965. szeptember 14.                                                                                        | Beach Boys’ Party! (1965)                                               | 2:18       | Brian Wilson                                        | Brian/Mike                       |
| Passing By                                                 | Brian Wilson                                                                | 1968. március                                                                                               | Friends (1968)                                                          | 2:23       | The Beach Boys                                      | Brian/Al                         |
| Passing Friend                                             | George O’Dowd Roy Hay                                                       | ca. 1984. június – 1985. március                                                                            | The Beach Boys (1985)                                                   | 5:00       | Steve Levine                                        | Carl                             |
| Peggy Sue                                                  | Buddy Holly Jerry Allison Norman Petty                                      | Ismeretlen (1977?)                                                                                          | M.I.U. Album (1978)                                                     | 2:15       | Al Jardine Ron Altbach                              | Al                               |
| Pet Sounds                                                 | Brian Wilson                                                                | 1965. november 17.                                                                                          | Pet Sounds (1966)                                                       | 2:20       | Brian Wilson                                        | instrumental                     |
| Pitter Patter                                              | Brian Wilson Mike Love Al Jardine                                           | 1977. november 18. & december 4.                                                                            | M.I.U. Album (1978)                                                     | 3:14       | Al Jardine Ron Altbach                              | Mike/Al                          |
| Pom Pom Play Girl                                          | Brian Wilson Gary Usher                                                     | 1964. február 19.                                                                                           | Shut Down Volume 2 (1964)                                               | 1:30       | Brian Wilson                                        | Carl/Mike                        |
| Problem Child                                              | Terry Melcher                                                               | 1990. április 12.                                                                                           | single (1990)                                                           | 4:22       | Terry Melcher                                       | Carl/Mike/Al                     |
| Punchline                                                  | Brian Wilson                                                                | 1963. január 2.                                                                                             | Good Vibrations Box Set (1993)                                          | 1:51       | Nick Venet                                          | instrumental                     |
| Radio King Dom                                             | Brian Wilson Jack Rieley                                                    | 1972 | Mount Vernon and Fairway (A Fairy Tale) (1973)                          | 2:38       | The Beach Boys                                      | Jack Rieley (narration)          |
| Remember "Walking In The Sand"                             | George Morton                                                               | 1991 ősze – 1992 tavasza                                                                                    | Summer in Paradise (1992)                                               | 3:31       | Terry Melcher                                       | Carl                             |
| Rock ’n’ Roll to the Rescue                                | Mike Love Terry Melcher                                                     | 1986. március 17., 18., 24. & április 6.                                                                    | Made in U.S.A. (1986)                                                   | 3:44       | Terry Melcher                                       | Brian/Carl/Al/Mike               |
| Rock and Roll Music                                        | Chuck Berry                                                                 | 1976. március 16.                                                                                           | 15 Big Ones (1976)                                                      | 2:29       | Brian Wilson                                        | Mike                             |
| The Rocking Surfer                                         | Tradicionális                                                               | 1963. július 16.                                                                                            | Surfer Girl (1963)                                                      | 2:00       | Brian Wilson                                        | instrumental                     |
| Roller Skating Child                                       | Brian Wilson                                                                | 1976. november 2.                                                                                           | Love You (1977)                                                         | 2:17       | Brian Wilson                                        | Mike/Al/Carl                     |
| Ruby Baby                                                  | Jerry Leiber Mike Stoller                                                   | 1965. szeptember 8.                                                                                         | Good Vibrations Box Set (1993)                                          | 2:10       | Brian Wilson                                        | Brian                            |
| Sail On, Sailor                                            | Brian Wilson Tandyn Almer Ray Kennedy Jack Rieley Van Dyke Parks            | 1972. november 28.                                                                                          | Holland (1973)                                                          | 3:19       | The Beach Boys                                      | Blondie                          |
| Sail Plane Song                                            | Brian Wilson Carl Wilson                                                    | 1968. június 8.                                                                                             | Endless Harmony Soundtrack (1998)                                       | 2:12       | Brian Wilson                                        | Brian                            |
| San Miguel                                                 | Dennis Wilson Gregg Jakobson                                                | 1969. január 9., 13., 22., 24., 27. & 29.                                                                   | Good Vibrations Box Set (1993)                                          | 2:26       | Dennis Wilson                                       | Carl                             |
| Santa Ana Winds                                            | Brian Wilson Al Jardine                                                     | 1979. november – 1980. január 1980. február 1. & 4.                                                         | Keepin’ the Summer Alive (1980)                                         | 3:14       | Bruce Johnston                                      | Al/Mike/Carl                     |
| Santa Claus Is Comin’ To Town                              | J. Fred Coots Haven Gillespie                                               | 1964. június 18.                                                                                            | The Beach Boys’ Christmas Album (1964)                                  | 2:20       | Brian Wilson                                        | Brian/Mike                       |
| Santa’s Got an Airplane                                    | Al Jardine Brian Wilson Mike Love                                           | 1977. november 14.                                                                                          | Ultimate Christmas (1998)                                               | 3:09       | Al Jardine                                          | Mike/Al                          |
| School Day (Ring! Ring! Goes The Bell)                     | Chuck Berry                                                                 | 1979. július 24. 1979. november – 1980. január 1980. február 6.                                             | Keepin’ the Summer Alive (1980)                                         | 2:52       | Bruce Johnston                                      | Al                               |
| Sea Cruise                                                 | Huey P. Smith                                                               | 1976. március 9.                                                                                            | Ten Years of Harmony (1981)                                             | 3:23       | Brian Wilson                                        | Dennis                           |
| She Believes in Love Again                                 | Bruce Johnston                                                              | 1984. június – 1985. március                                                                                | The Beach Boys (1985)                                                   | 3:29       | Steve Levine                                        | Carl/Bruce                       |
| She’s Goin’ Bald                                           | Brian Wilson Van Dyke Parks Mike Love                                       | 1967. július 5.                                                                                             | Smiley Smile (1967)                                                     | 2:13       | The Beach Boys                                      | Mike/Brian/Dennis/Al             |
| She’s Got Rhythm                                           | Brian Wilson Mike Love Ron Altbach                                          | 1977. november 7., 14. & december 3.                                                                        | M.I.U. Album (1978)                                                     | 2:27       | Al Jardine Ron Altbach                              | Brian/Mike                       |
| Shortenin’ Bread                                           | Traditional                                                                 | 1979. november 12. & 13.                                                                                    | L.A. (Light Album) (1979)                                               | 2:49       | Bruce Johnston The Beach Boys James William Guercio | Carl/Dennis                      |
| Shut Down                                                  | Brian Wilson Roger Christian                                                | 1963. január 5.                                                                                             | Surfin’ U.S.A. (1963) Little Deuce Coupe (1963)                         | 1:49       | Nick Venet                                          | Mike                             |
| Shut Down, Part II                                         | Carl Wilson                                                                 | 1964. február 20.                                                                                           | Shut Down Volume 2 (1964)                                               | 2:07       | Brian Wilson                                        | instrumental                     |
| Slip On Through                                            | Dennis Wilson                                                               | 1969. július 9., 14. & október 6.                                                                           | Sunflower (1970)                                                        | 2:17       | The Beach Boys                                      | Dennis                           |
| Sloop John B                                               | Traditional                                                                 | 1965. július 12., december 22. & 29.                                                                        | Pet Sounds (1966)                                                       | 2:56       | Brian Wilson                                        | Brian/Mike                       |
| Slow Summer Dancing (One Summer Night)                     | Bruce Johnston Danny Webb                                                   | ca. 1991. ősz – 1992. tavasz                                                                                | Summer in Paradise (1992)                                               | 3:23       | Terry Melcher                                       | Bruce/Al                         |
| Solar System                                               | Brian Wilson                                                                | 1976. október 26.                                                                                           | Love You (1977)                                                         | 2:47       | Brian Wilson                                        | Brian                            |
| Somewhere Near Japan                                       | Bruce Johnston Mike Love Terry Melcher John Phillips                        | ca. 1987–1989                                                                                               | Still Cruisin’ (1989)                                                   | 4:48       | Terry Melcher                                       | Mike/Carl/Al/Bruce               |
| Soulful Old Man Sunshine                                   | Brian Wilson Rick Henn                                                      | August 29 & September 5, 1969                                                                               | Endless Harmony Soundtrack (1998)                                       | 3:25       | Brian Wilson Rick Henn                              | Carl                             |
| South Bay Surfer                                           | Stephen Foster Brian Wilson Carl Wilson Al Jardine                          | 16 July 1963                                                                                                | Surfer Girl (1963)                                                      | 1:45       | Brian Wilson                                        | Brian/Mike                       |
| Spirit of America                                          | Brian Wilson Roger Christian                                                | 2 September 1963                                                                                            | Little Deuce Coupe (1963)                                               | 2:23       | Brian Wilson                                        | Brian                            |
| Steamboat                                                  | Dennis Wilson Jack Rieley                                                   | July 19, 1972                                                                                               | Holland (1973)                                                          | 4:33       | The Beach Boys                                      | Carl                             |
| Still Cruisin’                                             | Mike Love Terry Melcher                                                     | ca. 1987–1989                                                                                               | Still Cruisin’ (1989)                                                   | 3:35       | Terry Melcher                                       | Mike/Carl/Al/Bruce               |
| Still I Dream of It                                        | Brian Wilson                                                                | February 9 & March 11, 1977                                                                                 | Good Vibrations Box Set (1993)                                          | 3:26       | Brian Wilson                                        | Brian                            |
| Still Surfin’                                              | Mike Love Terry Melcher                                                     | 1991 ősze – 1992 tavasza                                                                                    | Summer in Paradise (1992)                                               | 4:03       | Terry Melcher                                       | Mike                             |
| Stoked                                                     | Brian Wilson                                                                | 1963. február 12.                                                                                           | Surfin’ U.S.A. (1963)                                                   | 1:59       | Nick Venet                                          | instrumental                     |
| Strange Things Happen                                      | Mike Love Terry Melcher                                                     | 1991 ősze – 1992 tavasza                                                                                    | Summer in Paradise (1992)                                               | 4:42       | Terry Melcher                                       | Mike/Al                          |
| Student Demonstration Time                                 | Jerry Leiber Mike Stoller Mike Love                                         | 1971. július 23.                                                                                            | Surf’s Up (1971)                                                        | 3:58       | The Beach Boys                                      | Mike                             |
| Sumahama                                                   | Mike Love                                                                   | 1978. december 18.                                                                                          | L.A. (Light Album) (1979)                                               | 4:30       | Bruce Johnston The Beach Boys James William Guercio | Mike                             |
| Summer in Paradise                                         | Mike Love Terry Melcher Craig Fall                                          | 1991 ősze – 1992 tavasza                                                                                    | Summer in Paradise (1992)                                               | 3:52       | Terry Melcher                                       | Mike                             |
| Summer Means New Love                                      | Brian Wilson                                                                | 1965. május 15.                                                                                             | Summer Days (And Summer Nights!!) (1965)                                | 1:59       | Brian Wilson                                        | instrumental                     |
| Summer of Love                                             | Mike Love Terry Melcher                                                     | 1991 ősze – 1992 tavasza                                                                                    | Summer in Paradise (1992)                                               | 2:51       | Terry Melcher                                       | Mike                             |
| Summertime Blues                                           | Eddie Cochran Jerry Capeheart                                               | 1962. szeptember 5.                                                                                         | Surfin’ Safari (1962)                                                   | 2:09       | Nick Venet                                          | Carl/David/Mike                  |
| Surf Jam                                                   | Carl Wilson                                                                 | 1963. február 12.                                                                                           | Surfin’ U.S.A. (1963)                                                   | 2:10       | Nick Venet                                          | instrumental                     |
| Surfer Girl                                                | Brian Wilson                                                                | 1963. június 12.                                                                                            | Surfer Girl (1963)                                                      | 2:26       | Brian Wilson                                        | Brian                            |
| The Surfer Moon                                            | Brian Wilson                                                                | 1962. szeptember 13.                                                                                        | Surfer Girl (1963)                                                      | 2:11       | Brian Wilson                                        | Brian                            |
| Surfin’ U.S.A.                                             | Brian Wilson Chuck Berry                                                    | 1963. január 5.                                                                                             | Surfin’ U.S.A. (1963)                                                   | 2:27       | Nick Venet                                          | Mike                             |
| Surf’s Up                                                  | Brian Wilson Van Dyke Parks                                                 | 1966. november 4. & december 15. 1971. június 18.                                                           | Surf’s Up (1971)                                                        | 4:12       | The Beach Boys                                      | Carl/Brian                       |
| Susie Cincinnati                                           | Al Jardine                                                                  | 1969. december 24. 1970. január 7. & február 2.                                                             | 15 Big Ones (1976)                                                      | 2:57       | Brian Wilson                                        | Al                               |
| Take a Load Off Your Feet                                  | Al Jardine Brian Wilson Gary Winfrey                                        | 1970. január 17., 26. 1971. július 26.                                                                      | Surf’s Up (1971)                                                        | 2:29       | The Beach Boys                                      | Al/Brian                         |
| Talk to Me                                                 | Joe Seneca                                                                  | 1976. március 19.                                                                                           | 15 Big Ones (1976)                                                      | 2:14       | Brian Wilson                                        | Carl                             |
| Tears in the Morning                                       | Bruce Johnston                                                              | 1969. november 18. 1970. január 26. & 28.                                                                   | Sunflower (1970)                                                        | 4:07       | The Beach Boys                                      | Bruce                            |
| Tell Me Why                                                | John Lennon Paul McCartney                                                  | 1965. szeptember 8.                                                                                         | Beach Boys’ Party! (1965)                                               | 1:46       | Brian Wilson                                        | Carl/Al                          |
| Ten Little Indians                                         | Brian Wilson Gary Usher                                                     | 1962. augusztus 8.                                                                                          | Surfin’ Safari (1962)                                                   | 1:26       | Nick Venet                                          | Mike                             |
| That’s Not Me                                              | Brian Wilson Tony Asher                                                     | 1966. február 15.                                                                                           | Pet Sounds (1966)                                                       | 2:27       | Brian Wilson                                        | Mike                             |
| That’s Why God Made the Radio                              | Joe Thomas Brian Wilson Jim Peterik Larry Millas                            | 2012. április 25.                                                                                           | That’s Why God Made the Radio (2012)                                    | 3:19       | Brian Wilson                                        | Brian                            |
| Their Hearts Were Full of Spring                           | Bobby Troup                                                                 | 1967. augusztus 25.                                                                                         | Smiley Smile/Wild Honey (Újrakiadás)                                    | 2:48       | The Beach Boys                                      | group                            |
| Then I Kissed Her                                          | Phil Spector Ellie Greenwich Jeff Barry                                     | 1965. május 5.                                                                                              | Summer Days (And Summer Nights!!) (1965)                                | 2:15       | Brian Wilson                                        | Al                               |
| There’s No Other (Like My Baby)                            | Phil Spector Leroy Bates                                                    | 1965. szeptember 16.                                                                                        | Beach Boys’ Party! (1965)                                               | 3:05       | Brian Wilson                                        | Brian                            |
| The Things We Did Last Summer                              | J. Styne S. Cahn                                                            | 1963. szeptember 24.                                                                                        | Good Vibrations Box Set (1993)                                          | 2:27       | Brian Wilson                                        | Mike/Brian/Carl                  |
| This Whole World                                           | Brian Wilson                                                                | 1969. november 13.                                                                                          | Sunflower (1970)                                                        | 1:56       | The Beach Boys                                      | Brian/Carl                       |
| ’Til I Die                                                 | Brian Wilson                                                                | 1970. augusztus 15. 1971. július 30.                                                                        | Surf’s Up (1971)                                                        | 2:41       | The Beach Boys                                      | Brian/Carl/Mike                  |
| Time to Get Alone                                          | Brian Wilson                                                                | 1968. október 4.                                                                                            | 20/20 (1969)                                                            | 2:40       | The Beach Boys                                      | Carl/Brian/Al                    |
| A Time to Live in Dreams                                   | Dennis Wilson Stephen Kalinich                                              | 1968. november 1.                                                                                           | Hawthorne, CA (2001)                                                    | 1:50       | Dennis Wilson                                       | Dennis                           |
| The Times They Are A-Changin’                              | Bob Dylan                                                                   | 1965. szeptember 23.                                                                                        | Beach Boys’ Party! (1965)                                               | 2:23       | Brian Wilson                                        | Al                               |
| TM Song                                                    | Brian Wilson                                                                | 1976. március 18.                                                                                           | 15 Big Ones (1976)                                                      | 1:34       | Brian Wilson                                        | Al                               |
| The Trader                                                 | Carl Wilson Jack Rieley                                                     | 1972 ősze                                                                                                   | Holland (1973)                                                          | 5:04       | The Beach Boys                                      | Carl                             |
| Transcendental Meditation                                  | Brian Wilson Mike Love Al Jardine                                           | 1968. április 4.                                                                                            | Friends (1968)                                                          | 1:49       | The Beach Boys                                      | Brian/Al                         |
| Trombone Dixie                                             | Brian Wilson                                                                | 1965. november 1.                                                                                           | Pet Sounds (Újrakiadás)                                                 | 2:53       | Brian Wilson                                        | instrumental                     |
| Under the Boardwalk                                        | Mike Love Artie Resnick Kenny Young                                         | 1991 ősze – 1992 tavasza                                                                                    | Summer in Paradise (1992)                                               | 4:07       | Terry Melcher                                       | Mike/Carl                        |
| Don’t Talk (Put Your Head on My Shoulder)                  | Brian Wilson                                                                | 1966. február 11.                                                                                           | Pet Sounds (Újrakiadás)                                                 | 0:50       | Brian Wilson                                        | Brian                            |
| Vegetables                                                 | Brian Wilson Van Dyke Parks                                                 | 1967. április, június 3., 5–7. & 15.                                                                        | Smiley Smile (1967)                                                     | 2:07       | The Beach Boys                                      | Al/Brian/Mike                    |
| Wake the World                                             | Brian Wilson Al Jardine                                                     | 1968. március                                                                                               | Friends (1968)                                                          | 1:28       | The Beach Boys                                      | Brian/Carl                       |
| Walk On By                                                 | Burt Bacharach Hal David                                                    | 1968. május 26.                                                                                             | Friends/20/20 (Újrakiadás)                                              | 0:52       | The Beach Boys                                      | Brian/Dennis                     |
| We Three Kings of Orient Are                               | John Henry Hopkins                                                          | 1964. június 18.                                                                                            | The Beach Boys’ Christmas Album (1964)                                  | 4:03       | Brian Wilson                                        | Brian/Mike                       |
| We’ll Run Away                                             | Brian Wilson Gary Usher                                                     | 1964. május 18.                                                                                             | All Summer Long (1964)                                                  | 2:00       | Brian Wilson                                        | Brian                            |
| We’re Together Again                                       | Brian Wilson Ron Wilson                                                     | 1968. szeptember 11.                                                                                        | Friends/20/20 (Újrakiadás)                                              | 1:48       | The Beach Boys                                      | Dennis/Brian                     |
| What Is A Young Girl Made of?                              | Bruce Morgan                                                                | 1962. március 8.                                                                                            | Lost & Found (1961–62) (1991)                                           | 2:18       | Hite Morgan                                         | Brian                            |
| When a Man Needs a Woman                                   | Brian Wilson Carl Wilson Dennis Wilson Al Jardine Steve Korthof Jon Parks   | 1968. március 18.                                                                                           | Friends (1968)                                                          | 2:06       | The Beach Boys                                      | Brian                            |
| Where I Belong                                             | Carl Wilson Robert White Johnson                                            | 1984. június – 1985. március                                                                                | The Beach Boys (1985)                                                   | 2:58       | Steve Levine                                        | Carl/Al                          |
| Whistle In                                                 | Brian Wilson                                                                | 1967. július 13.                                                                                            | Smiley Smile (1967)                                                     | 1:04       | The Beach Boys                                      | Carl/Mike                        |
| White Christmas                                            | Irving Berlin                                                               | 1964. június 18.                                                                                            | The Beach Boys’ Christmas Album (1964)                                  | 2:29       | Brian Wilson                                        | Brian                            |
| Why Do Fools Fall In Love                                  | Frankie Lymon M. Levy                                                       | 1964. január 7., 8. & 10.                                                                                   | Shut Down Volume 2 (1964)                                               | 2:07       | Brian Wilson                                        | Brian                            |
| Wind Chimes                                                | Brian Wilson                                                                | 1967. július 10–11.                                                                                         | Smiley Smile (1967)                                                     | 2:36       | The Beach Boys                                      | Mike/Brian/Carl/Dennis           |
| Winds of Change                                            | Ron Altbach Ed Tuleja                                                       | 1977. november 23. 1978. június 28.                                                                         | M.I.U. Album (1978)                                                     | 3:14       | Al Jardine Ron Altbach                              | Al/Mike                          |
| Winter Symphony                                            | Brian Wilson                                                                | 1977. november 15., 21. & 22.                                                                               | Ultimate Christmas (1998)                                               | 2:59       | Brian Wilson Al Jardine                             | Brian                            |
| Wipe Out                                                   | Bob Berryhill Pat Connolly Jim Fuller Ron Wilson                            | 1987. február 27.                                                                                           | Still Cruisin’ (1989)                                                   | 4:00       | Albert Calbrera Tony Moran The Beach Boys           | The Fat Boys/Brian               |
| With a Little Help from My Friends                         | John Lennon Paul McCartney                                                  | 1967. szeptember 23.                                                                                        | Rarities (1983)                                                         | 2:22       | The Beach Boys                                      | Bruce                            |
| With Me Tonight                                            | Brian Wilson                                                                | 1967. június 30.                                                                                            | Smiley Smile (1967)                                                     | 2:17       | The Beach Boys                                      | Carl                             |
| Wonderful                                                  | Brian Wilson Van Dyke Parks                                                 | 1967. július 12.                                                                                            | Smiley Smile (1967)                                                     | 2:21       | The Beach Boys                                      | Carl                             |
| Wouldn’t It Be Nice                                        | Brian Wilson Tony Asher Mike Love                                           | 1966. január 19., 1966. március 10. & április 11.                                                           | Pet Sounds (1966) Still Cruisin’ (1989)                                 | 2:22       | Brian Wilson                                        | Brian/Mike                       |
| You Need a Mess of Help to Stand Alone                     | Brian Wilson Jack Rieley                                                    | 1971. december 1972. április                                                                                | Carl and the Passions – "So Tough" (1972)                               | 3:27       | Carl Wilson                                         | Carl                             |
| You Still Believe in Me                                    | Brian Wilson Tony Asher                                                     | 1965. november 1. 1966. január-február                                                                      | Pet Sounds (1966)                                                       | 2:30       | Brian Wilson                                        | Brian                            |
| A Young Man is Gone                                        | Bobby Troup Mike Love                                                       | 1963. szeptember 2.                                                                                         | Little Deuce Coupe (1963)                                               | 2:15       | Brian Wilson                                        | Brian/Carl/Mike/Al               |
| Your Summer Dream                                          | Brian Wilson Bob Norberg                                                    | 1963. július 16.                                                                                            | Surfer Girl (1963)                                                      | 2:27       | Brian Wilson                                        | Brian                            |
| You’re Welcome                                             | Brian Wilson                                                                | 1966. december 13.                                                                                          | Smiley Smile/Wild Honey (Újrakiadás)                                    | 1:07       | Brian Wilson                                        | Brian                            |
| You’re With Me Tonight                                     | Brian Wilson                                                                | Ismeretlen (1967?)                                                                                          | Hawthorne, CA (2001)                                                    | 0:49       | Brian Wilson                                        |                                  |
| You’ve Got to Hide Your Love Away                          | John Lennon Paul McCartney                                                  | 1965. szeptember 13.                                                                                        | Beach Boys’ Party! (1965)                                               | 2:56       | Brian Wilson                                        | Dennis                           |

## Fordítás
- Ez a szócikk részben vagy egészben  a    List of The Beach Boys songs című angol Wikipédia-szócikk fordításán alapul.  Az eredeti cikk szerkesztőit annak laptörténete sorolja fel. Ez a jelzés csupán a megfogalmazás eredetét és a szerzői jogokat jelzi, nem szolgál a cikkben szereplő információk forrásmegjelöléseként.